# جوناثان لي
جوناثان لي (بالإنجليزية: Jonathan Lee)‏ (و. 1958  م) هو منتج أسطوانات، ومغن مؤلف، ومغني تايواني، ولد في تايبيه، يستخدم آلات بيانو.

## وصلات خارجية
- جوناثان لي على موقع IMDb (الإنجليزية)
- جوناثان لي على موقع ميوزك برينز (الإنجليزية)
- جوناثان لي على موقع ديسكوغز (الإنجليزية)
- جوناثان لي على موقع قاعدة بيانات الفيلم (الإنجليزية)

- جوناثان لي في قاعدة بيانات الأفلام على الإنترنت